# Список символов штатов США (динозавры)

Штаты США

Список символов штатов США (динозавры) включает динозавров, которые были избраны символами (state dinosaurs) в отдельных штатах США. Не учтены динозавры, названные «state fossils», в нескольких штатах: Maiasaura (Монтана), Coelophysis (Нью-Мексико), Saurophaganax (Оклахома), Triceratops (Южная Дакота) и Allosaurus (Юта). Также в список не включён Augustynolophus morrisi, обсуждение признания которого символом штата Калифорния начато в апреле 2017.

## Список
| Штат                       | Динозавр штата          | Изображение | Год                                                                                       |
| -------------------------- | ----------------------- | ----------- | ----------------------------------------------------------------------------------------- |
| Колорадо                   | Стегозавр (Stegosaurus) |             | 1982                                                                                      |
| Вашингтон (округ Колумбия) | Capitalsaurus           |             | 1998                                                                                      |
| Мэриленд                   | Астродон                |             | 1998                                                                                      |
| Миссури                    | Hypsibema missouriensis |             | 2004                                                                                      |
| Нью-Джерси                 | Hadrosaurus foulkii     |             | 1991                                                                                      |
| Техас                      | Завропосейдон           |             | 2009 (сменил динозавра рода Астродон, который был символом штата ранее в 1997—2009 годах) |
| Вайоминг                   | Triceratops             |             | 1994                                                                                      |